# Rex (lapin)
Pour les articles homonymes, voir Rex.

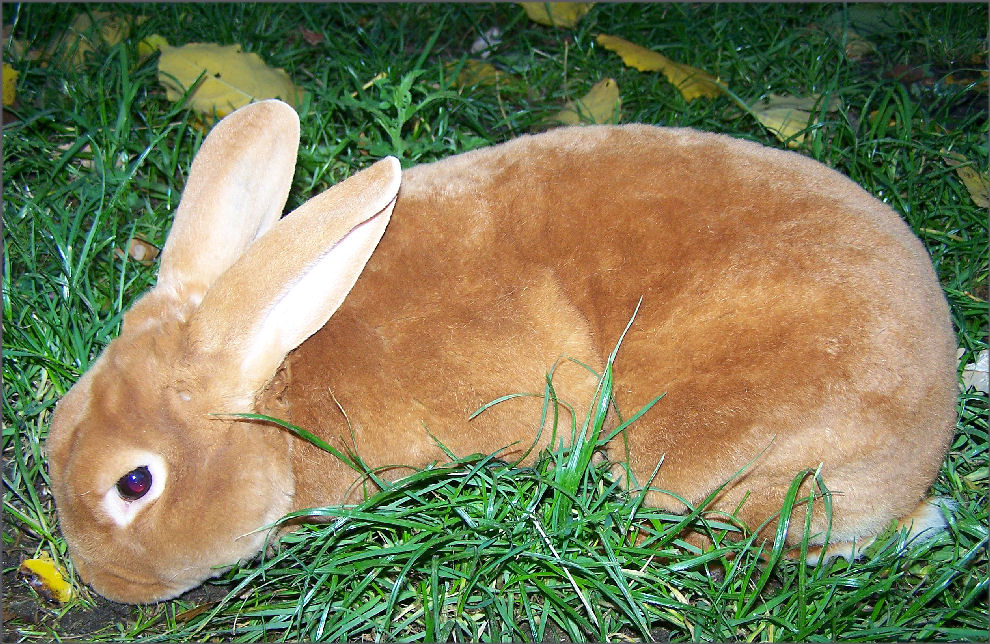
Un lapin rex fauve.

Le lapin rex possède un caractère phénotypique se traduisant par une variation pileuse chez le Lapin domestique (Oryctolagus cuniculus). Ce caractère est issu d'une mutation génétique spontanée qui, à l'inverse du lapin angora, donne aux individus une fourrure duveteuse, très dense et courte, ayant l'aspect du velours et composée uniquement de fin duvet de 16 à 20 mm de haut. Depuis 1929, le lapin rex est une race officielle française présentant ce caractère.

## Naissance de la variation Rex
En 1919, naît chez M. Caillon, agriculteur dans la Sarthe, un jeune lapin mâle au poil brun et duveteux alors qu'il est issu de lapins gris classiques. Dans la portée suivante une femelle présente les mêmes caractères mutants. Le croisement consanguin donne des lapins tous à fourrure duveteuse, c’est-à-dire très dense et constituée de poils de jarre et poils de bourre de tailles semblables, donnant l'impression qu'il n'y a que des sous-poils. L'abbé Gillet, curé du village, les acquiert et se met à les élever avec de grandes difficultés. En effet, ignorant les lois de la génétique, l'abbé se heurte à des problèmes de malformations et de mortalité, dus aux croisements consanguins. Il nomme la nouvelle race « lapin Rex », soit lapin roi en latin.
En 1924, après quatre années de sélection attentive, les efforts de l'abbé Gillet pour fixer à peu près la race sont révélés au Concours agricole de Paris, où il expose ses lapins sous le nom de Castorrex.
Ce sont des éleveurs de l'est de la France ou d'Allemagne qui réussiront à débarrasser la race de ses tares congénitales autour de 1925.

## Officialisation de la race
En 1929, le 4 février, le standard de la race de lapin « Rex » est adopté la Société Française de Cuniculiculture et homologué dès le lendemain par la Fédération Nationale des Sociétés d'Aviculture de France.
Il est inscrit à la liste des animaux concernés par le conservatoire des races normandes et du Maine.[réf. nécessaire]

### Standards

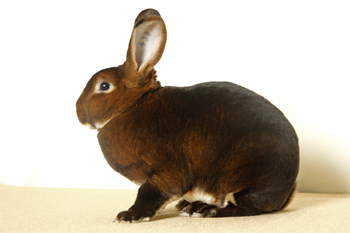
Rex castor.

Les oreilles mesurent 10 à 13 cm et son poids idéal est entre 4,5 et 4,75 kg.

### Les différents types de Rex reconnus par le standard officiel
- Castorrex, la grande race d'origine
- Lapin rex, la grande race dans les différents coloris homologués
- Rex bélier, variation à longues oreilles bélier
- Nain rex, variation naine
- Nain bélier rex, variation naine avec les oreilles du bélier

### Les différents coloris

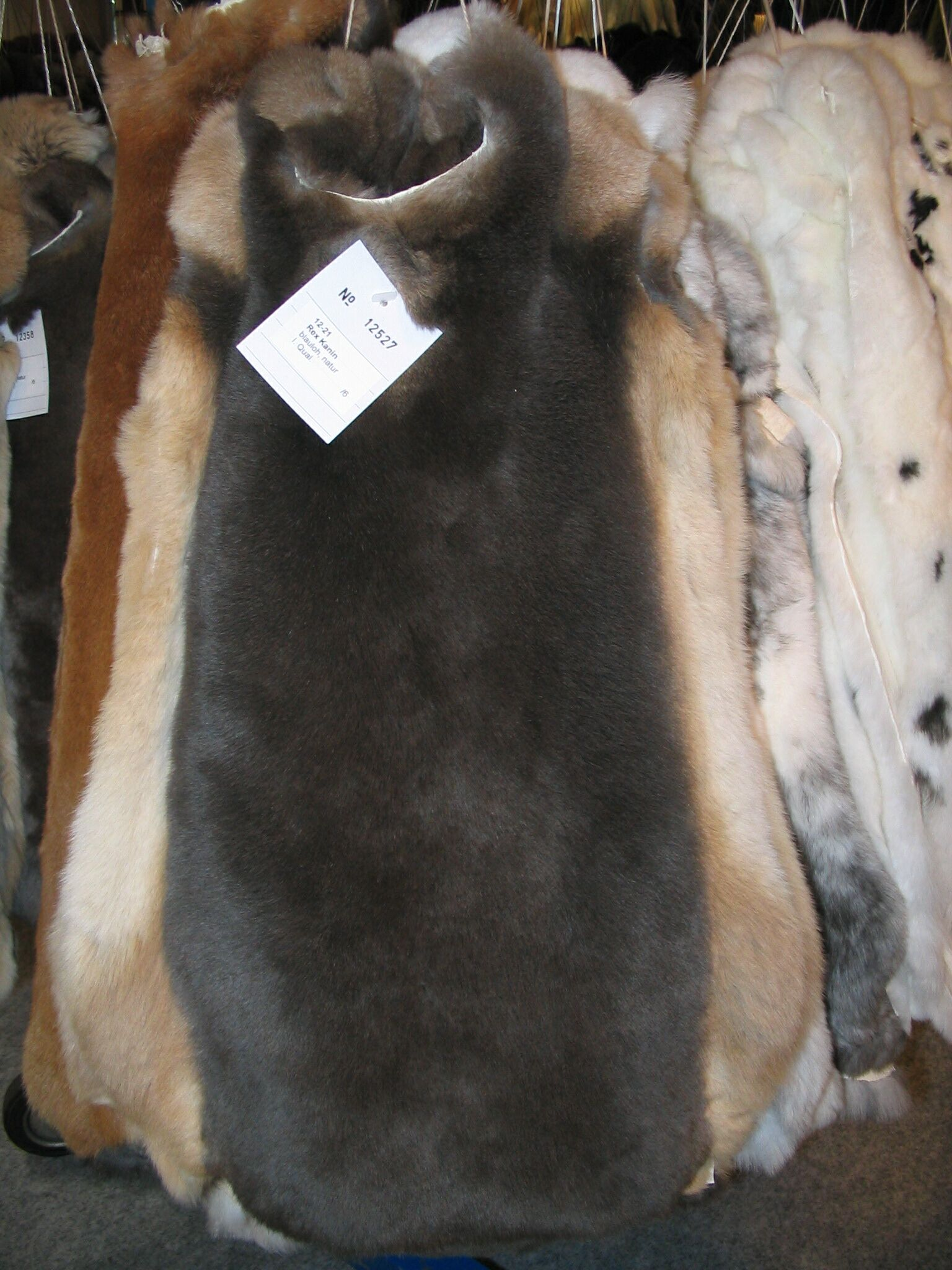
Peaux de lapins rex.

- Castor ou Castorrex (couleur d'origine)
- Noir
- Blanc yeux roses
- Blanc yeux bleus
- Havane
- Fauve
- Dalmatien marques : noires, bleues, havane
- Tricolore
- Bicolore
- Chinchilla
- Loutre bleue
- Loutre noire
- Gris perle
- Bleu Bévéren
- Bleu de Vienne
- Noir et feu
- Havane et feu
- Lynx
- Opale
- russe marques : noires, bleues, havane

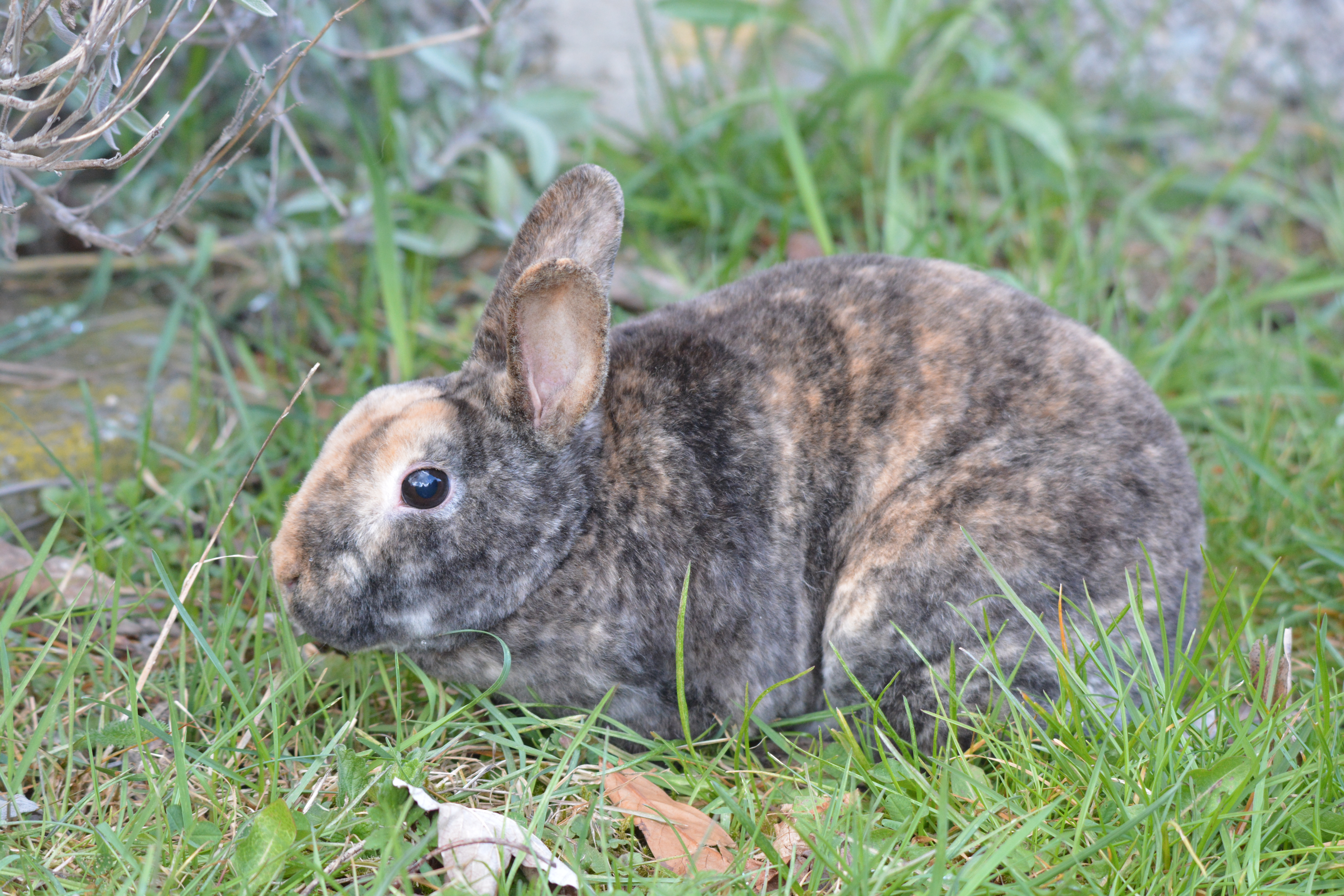
Lapine naine rex à robe japonaise.

- Sablé des Vosges
- Hollandais
- Hotot
- Papillon rhénan
- Japonais
- Argenté
- Rhön
- Martre bleue (zibeline bleu)
- Martre brun  (zibeline brun)
- Madagascar / chamois

## Les sélections scientifiques issues du Rex
Il faut attendre 1979 pour que des chercheurs de l’INRA de Toulouse, puis de l'INRA de Poitou-Charentes s’intéressent au lapin Rex, réputé peu prolifique et sujet aux maladies.
Après des années de recherches, de croisements et de sélections, qui se poursuivent toujours en 2006, deux noms sont déposés en 1989 correspondant à une nouvelle race supposée réconcilier élevage et éthique :
- Orylag, pour dénommer la fourrure qui rappelle celle du chinchilla ;
- Rex du Poitou pour dénommer la viande, appréciée pour ses qualités gastronomiques.